# Aleksij Pregarc
Aleksij Pregarc, slovenski igralec, pesnik, pisatelj, publicist in prevajalec, * 28. marec 1936, Ricmanje, Dolina, Italija.

## Življenje in delo
Aleksij Pregarc se je rodil v Ricmanjah, oče je bil Vladimir, elektrikar, mati Valerija (rojena Švara), gospodinja. Osnovno šolo je obiskoval v domači vasi, nato se je vpisal v 3. razred slovenske Višje realne gimnnazije v Trstu, nato dve leti knjigovodstva in poslovne šole v Inštitutu Enenkel v Trstu (1952–54) in triletna dramska šola SNG Trst (1955–58) . Po poklicu gledališki igralec je po opravljeni igralski šoli v Trstu nastopal na raznih radijskih postajah in gledaliških odrih in bil angažiran v Primorskem dramskem gledališču v Novi Gorici (1964 do 1969) in Slovenskem stalnem gledališču v Trstu (1972 do 1977) od 1977 do 1994 pa redni napovedovalec in igralec Radia Trst A. Stalno je sodeloval tudi s skupino Radijski oder, s katero je odigral ogromno radijskih vlog. Sicer pa je deloval oz. še vedno deluje kot mentor, animator in organizator, režiser, igralec gledaliških skupin in filmski igralec. Napisal je več zbirk pesmi, radijskih iger in odrskih del. 
Leta 2006 so mu podelili literarno nagrado Vstajenje za dvojezično pesniško zbirko Žlahtnost-Preziosità in za življenjsko delo. Leta 2008 mu je Občina Sežana podelila plaketo Srečka Kosovela. 
Ima tudi dve hčerki, Tanjo in Mašo ter dva vnuka, podjetnika Roka Sulerja in plesalca Nika Sulerja.

### Poezija
- Duh po apnencu (COBISS)
- Jedra (COBISS)
- Moja pot do tebe (COBISS)
- Pesmi (COBISS)
- Pet = Cinque (soavtorji Bekrić Ismet, Terčon David in Edelman Jurinčič)
- Zemlja - zemljica (soavtor Edelman Jurinčič)
- Amebno razkošje [2]
- Trst in njegove krošnje - Trieste e le sue fronde [3]

### Drame
- Črni galebi (COBISS)
- Božji vitez na slovenski zemlji (COBISS)

### Radijske igre
- Begunki
- Rudi moj Rudi
- Razpetost
- Zelena vstaja
- On, ona in drugi
- Spone